# Ascot (Berkshire)
Ascot település a Windsor and Maidenhead kerületben, Berkshire megyében. 

## Látnivalók
Itt található az angol lóversenyzés egyik legjelentősebb központja az Ascoti lóversenypálya.

## Képgaléria

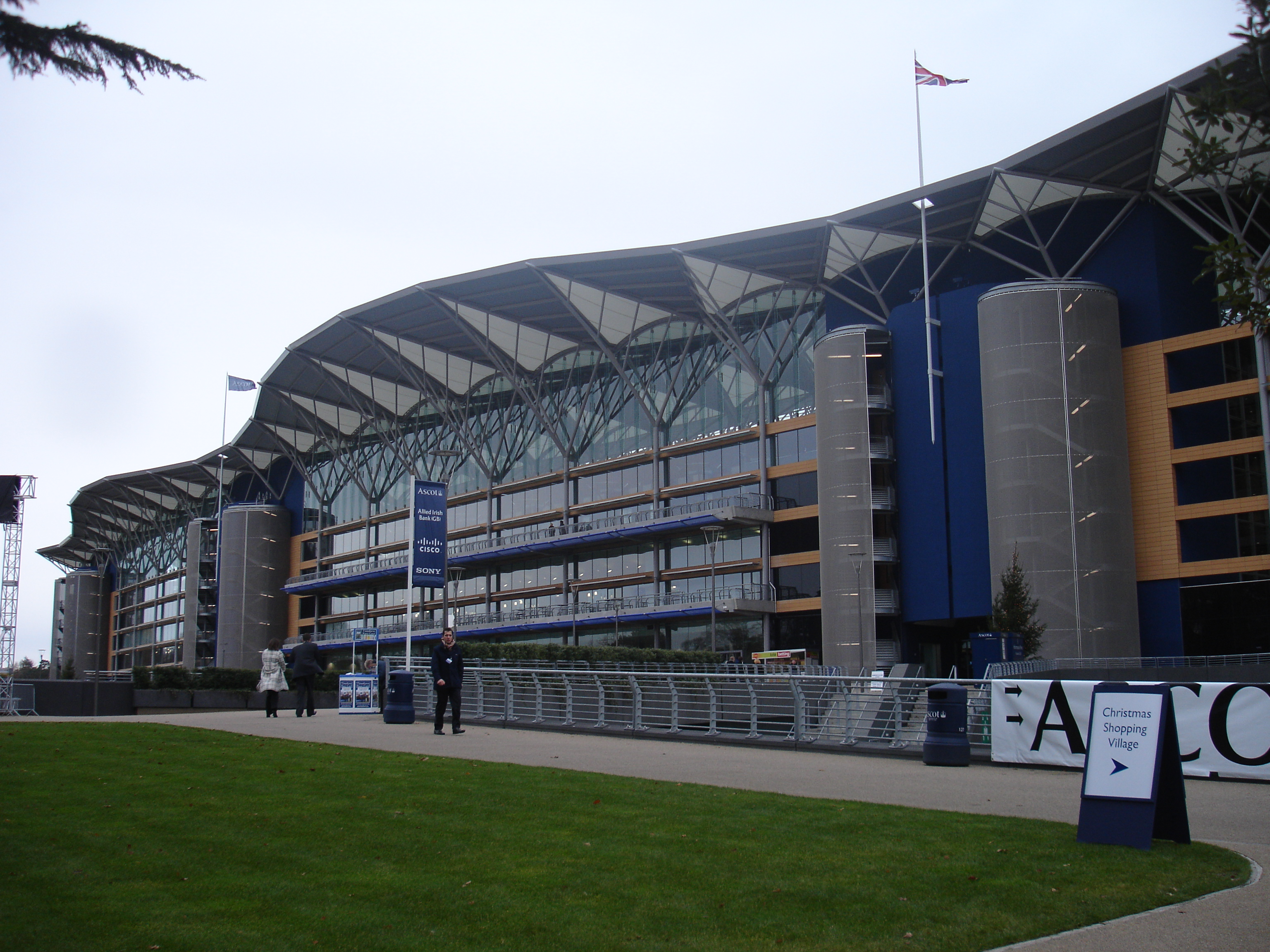
A lóversenypálya (Ascot Racecourse)
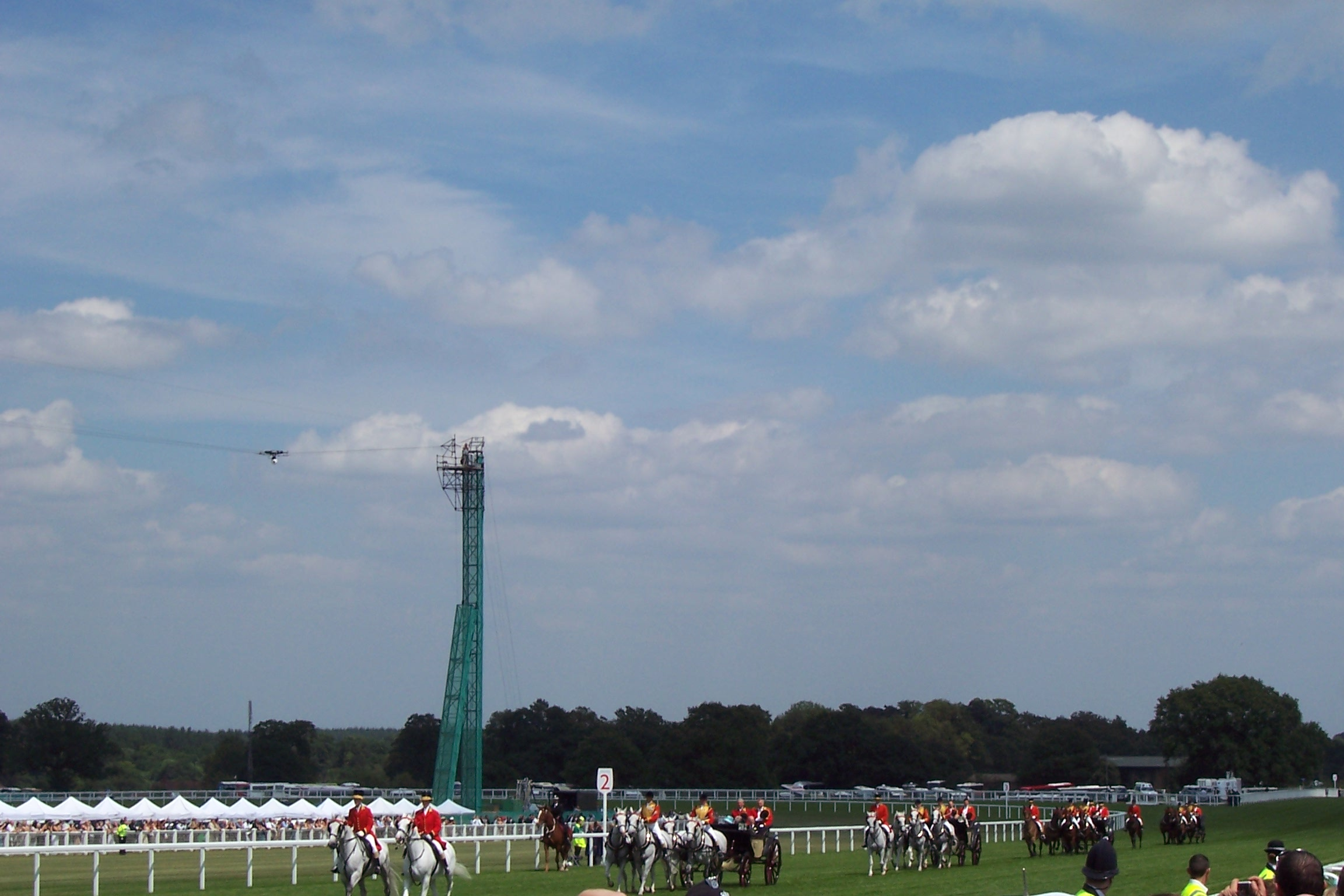
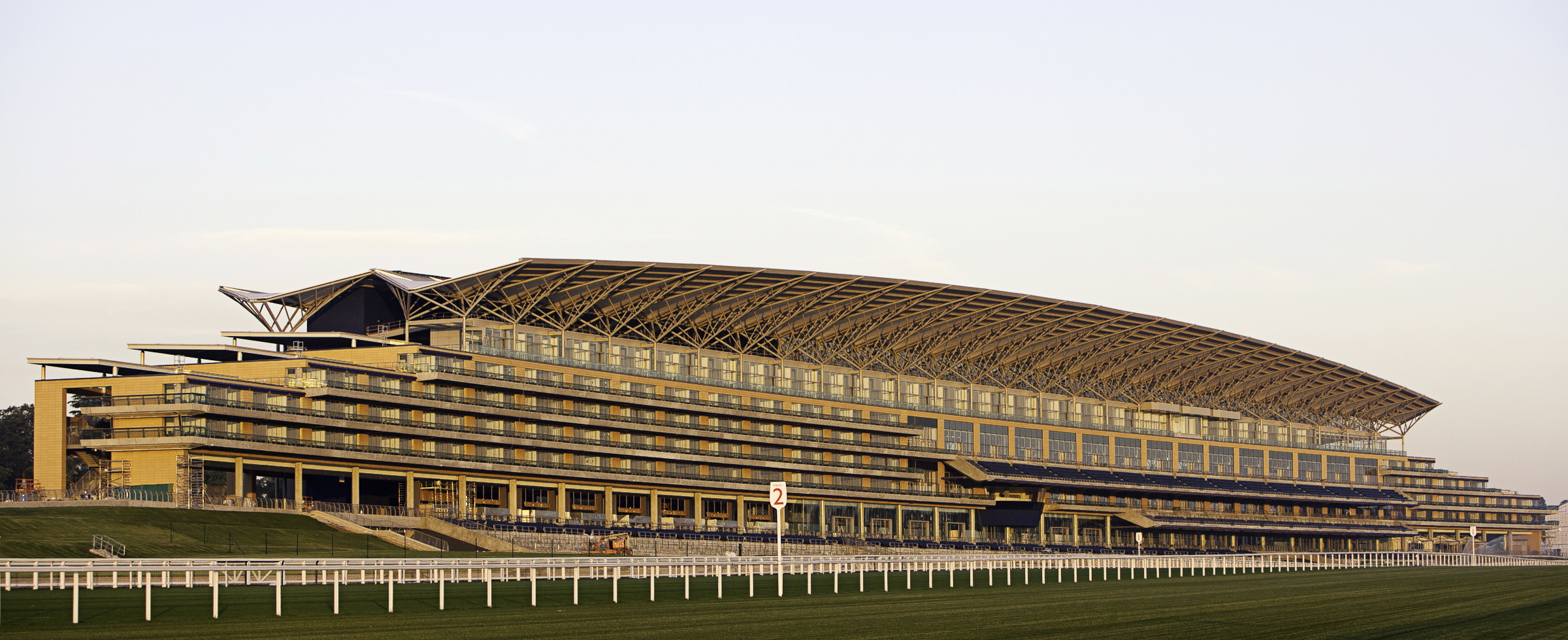
Az új lelátó, 2006-ban épült
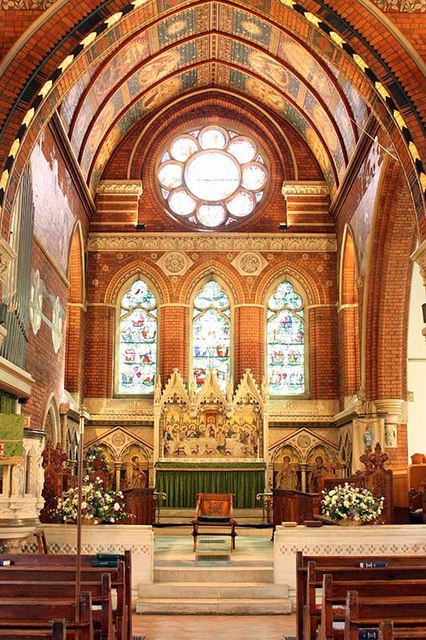
All Saints' parish church

## Nevezetes szülöttei
- Sarah Harding (*1981), brit énekesnő
- Camilla Luddington (*1983), brit színesznő
- Tom Kimber-Smith (* 1984), brit autóversenyző
- Nick Hendrix (* 1985) brit színész

## Fordítás
- Ez a szócikk részben vagy egészben  az   Ascot című német Wikipédia-szócikk fordításán alapul.  Az eredeti cikk szerkesztőit annak laptörténete sorolja fel. Ez a jelzés csupán a megfogalmazás eredetét és a szerzői jogokat jelzi, nem szolgál a cikkben szereplő információk forrásmegjelöléseként.